# Rezerwat przyrody Ptasi Raj
Rezerwat przyrody Ptasi Raj – ptasi rezerwat przyrody na gdańskiej Wyspie Sobieszewskiej (utworzony w 1959 r., o powierzchni 198 ha), przy ujściu Wisły Śmiałej do Zatoki Gdańskiej. W skład rezerwatu wchodzi kilka większych i mniejszych zbiorników wodnych w tym dwa jeziora: Ptasi Raj i Karaś oraz okoliczne bagna, łąki i lasy. Obszar ten został objęty częściową ochroną już w roku 1916. Prowadzona wówczas gospodarka pastwiskowa sprzyjała utrzymaniu siedlisk dla ptaków siewkowatych. W latach 30. XX wieku rejon ujścia Wisły Śmiałej był jedynym znanym lęgowiskiem m.in. rybitwy czubatej. W latach 60. i 70. w szuwarach porastających północny, bagnisty brzeg jeziora Ptasi Raj istniało duże noclegowisko szpaków, na którym stwierdzono ponad 50000 ptaków. Obecnie zostały one zastąpione przez kaczki (krzyżówka, ogorzałka, gągoł, czernica). Bytują tu łabędź niemy (do 200 osobników) oraz łabędź krzykliwy (ok. 100).
Ochronie rezerwatu podlegają ptaki błotne i wodne. Ptasi Raj jest punktem odpoczynku ptaków podczas przelotów migracyjnych, m.in. gęsi białoczelnych i gęsi zbożowych, które na terenie rezerwatu nocują, a dniami żerują na żuławskich polach. Na obszarze rezerwatu można spotkać ponad 200 gatunków ptaków, szczególnie przelotnych, drobnych ptaków śpiewających i dużych ptaków wodnych oraz błotnych (w tym, w latach 1996–2001 stwierdzono gniazdowanie 32 gatunków wodno-błotnych, m.in. perkozek, zausznik, bąk, gęgawa, ohar, cyraneczka, nurogęś, błotniak stawowy, zielonka, kropiatka, wodnik, żuraw, ostrygojad, sieweczka obrożna, sieweczka rzeczna, samotnik, słonka, rybitwa rzeczna, rybitwa białoczelna i podróżniczek). W 1997 roku odnotowano tu wyjątkowy pierwszy w Polsce lęg edredona. Najważniejszą przyczyną spadku – niegdyś znacznie wyższych – walorów ornitologicznych rezerwatu, było zaprzestanie wypasu bydła i w konsekwencji zarośnięcie szuwarami łąk słonolubnych, a następnie zalesienie ich sztucznie posadzoną olszą (mimo istnienia rezerwatu). W pierwszej połowie XX wieku gniazdowały tu m.in. biegus zmienny, batalion, łęczak, krwawodziób i rycyk. Obecnie brak jest w rezerwacie siedlisk dla lęgów tych gatunków.
Florę stanowi szuwar trzcinowy z dominującą trzciną pospolitą oraz typowy dla wydmy białej zespół trawiasty Elymo-Ammophiletum. Występują tu gatunki słonolubne: mlecznik nadmorski, sit Gerarda, aster solny, sporek polny, babka Wintera, centuria nadobna i – u nasady grobli – róża pomarszczona.
Najbliższe miejscowości to Sobieszewo i Górki Wschodnie (dojazd do rezerwatu autobusami komunikacji miejskiej z Gdańska, do pętli w Górkach Wschodnich). Rezerwat jest udostępniony do zwiedzania za pomocą ścieżki przyrodniczo-dydaktycznej, przewidzianej w planie ochrony rezerwatu od 1995, powstałej w latach 1999–2003 i wyposażonej w końcu 2004 w dwie wieże obserwacyjne, które uroczyście udostępniono do zwiedzania w kwietniu 2005.